# Dictynidae
Dictynidae é uma família de aracnídeos pertencente ao agrupamento taxonómico das Araneomorphae. A família têm como característica a construção de teias, geralmente irregulares e próximas ao chão. 